# Phytoecia nigricornis
Phytoecia nigricornis es una especie de escarabajo longicornio del género Phytoecia, subfamilia Lamiinae. Fue descrita científicamente por Fabricius en 1782.
Se distribuye por Albania, Alemania, Austria, Bélgica, Bosnia y Herzegovina, Bulgaria, Crimea, Croacia, España, Estonia, Finlandia, Francia, Grecia, Hungría, Italia, Kazajistán, Letonia, Lituania, Luxemburgo, Macedonia, Moldavia, Nueva Guinea, Polonia, Rumania, Rusia, Siberia, Sicilia, Eslovaquia, Eslovenia, Suecia, Suiza, República Checa, Turquía, Ucrania y Yugoslavia. Posee una longitud corporal de 6-12 milímetros. El período de vuelo de esta especie ocurre en los meses de mayo, junio y julio.
Parte de su alimentación se compone de plantas de la familia Asteraceae.

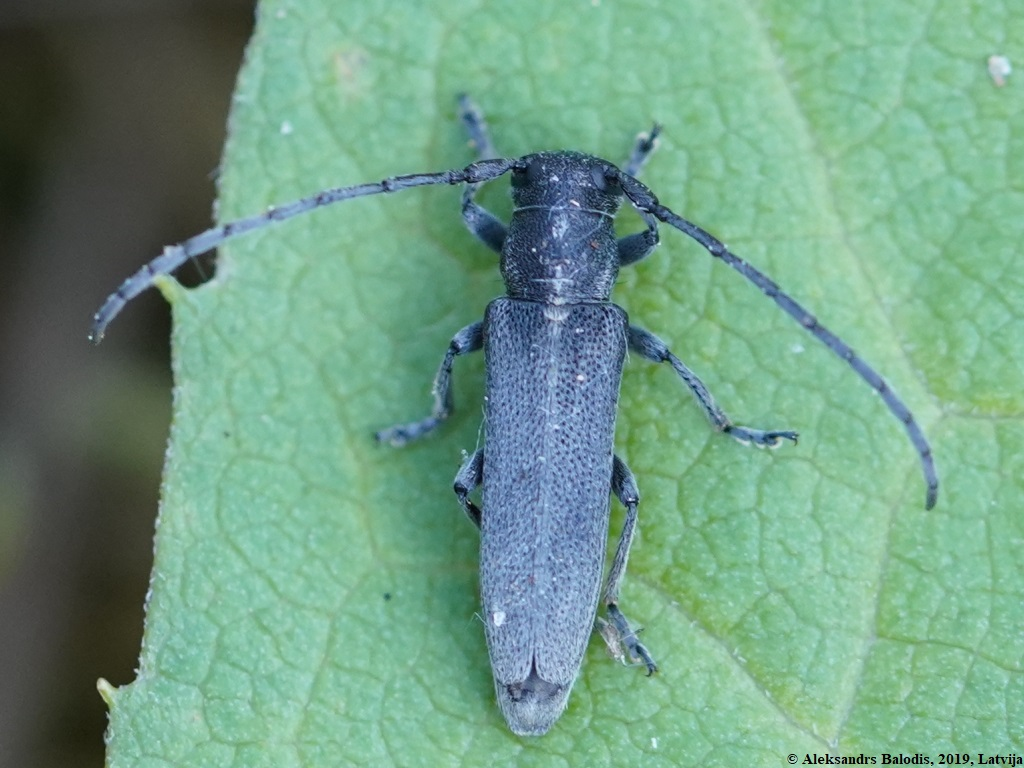
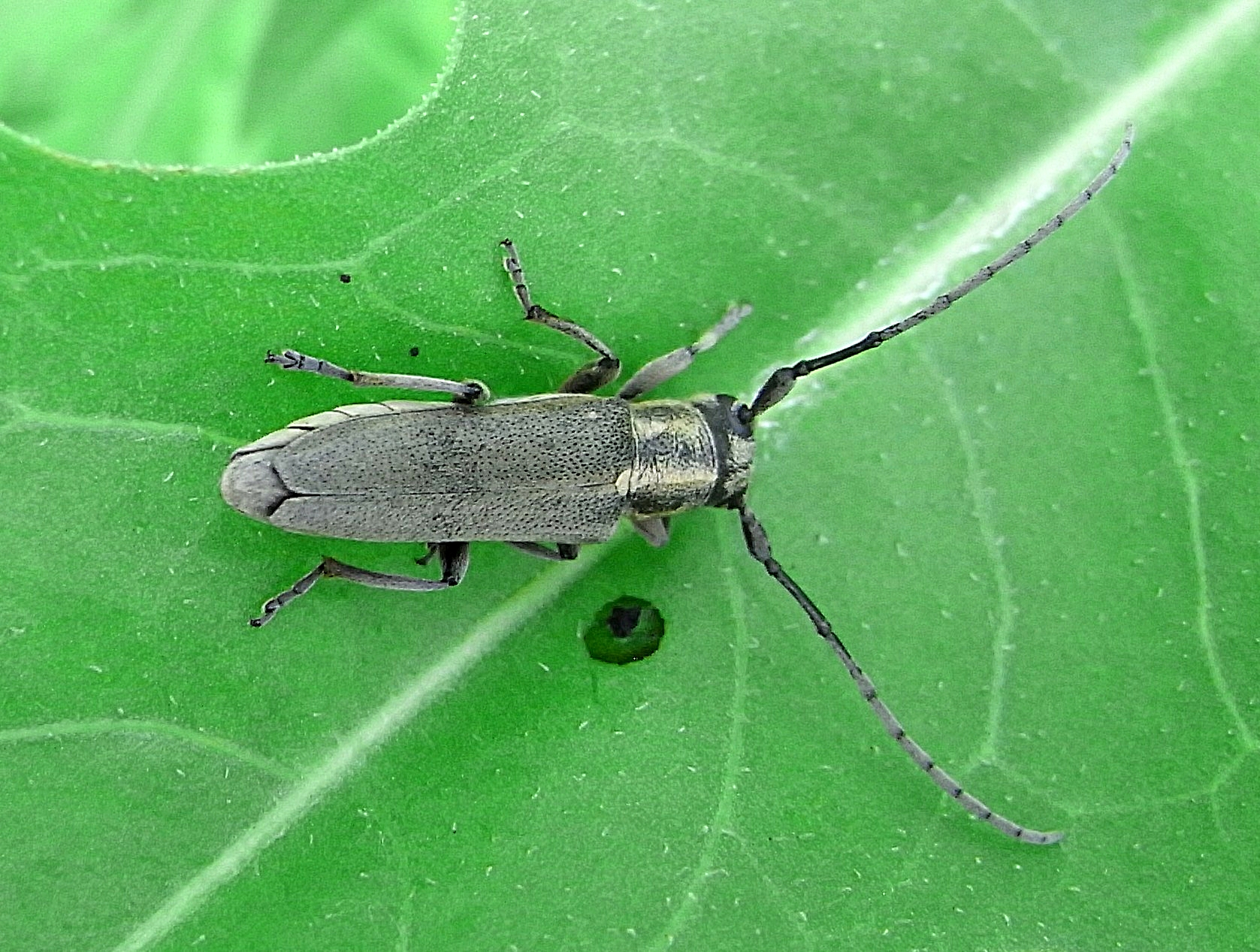
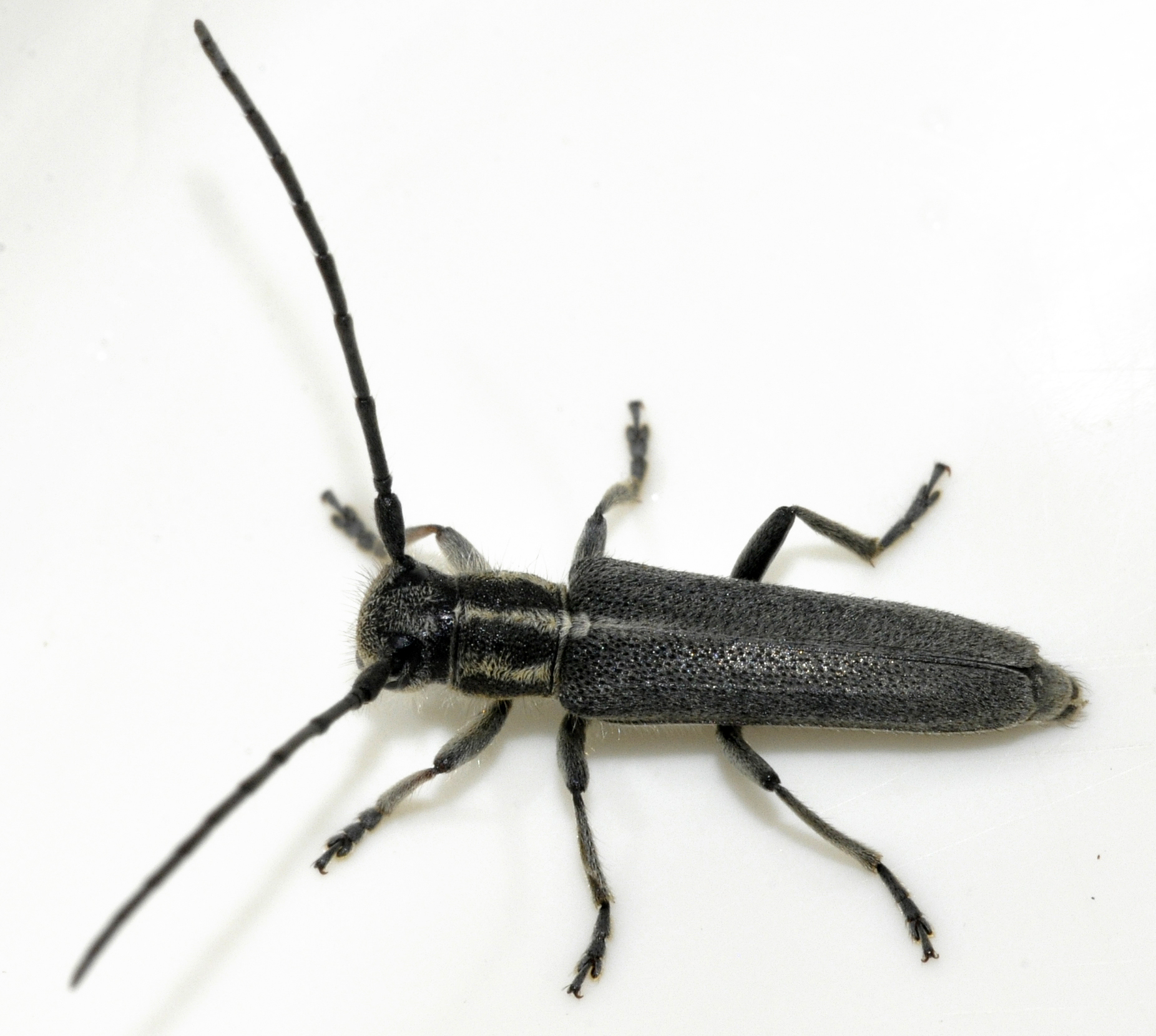
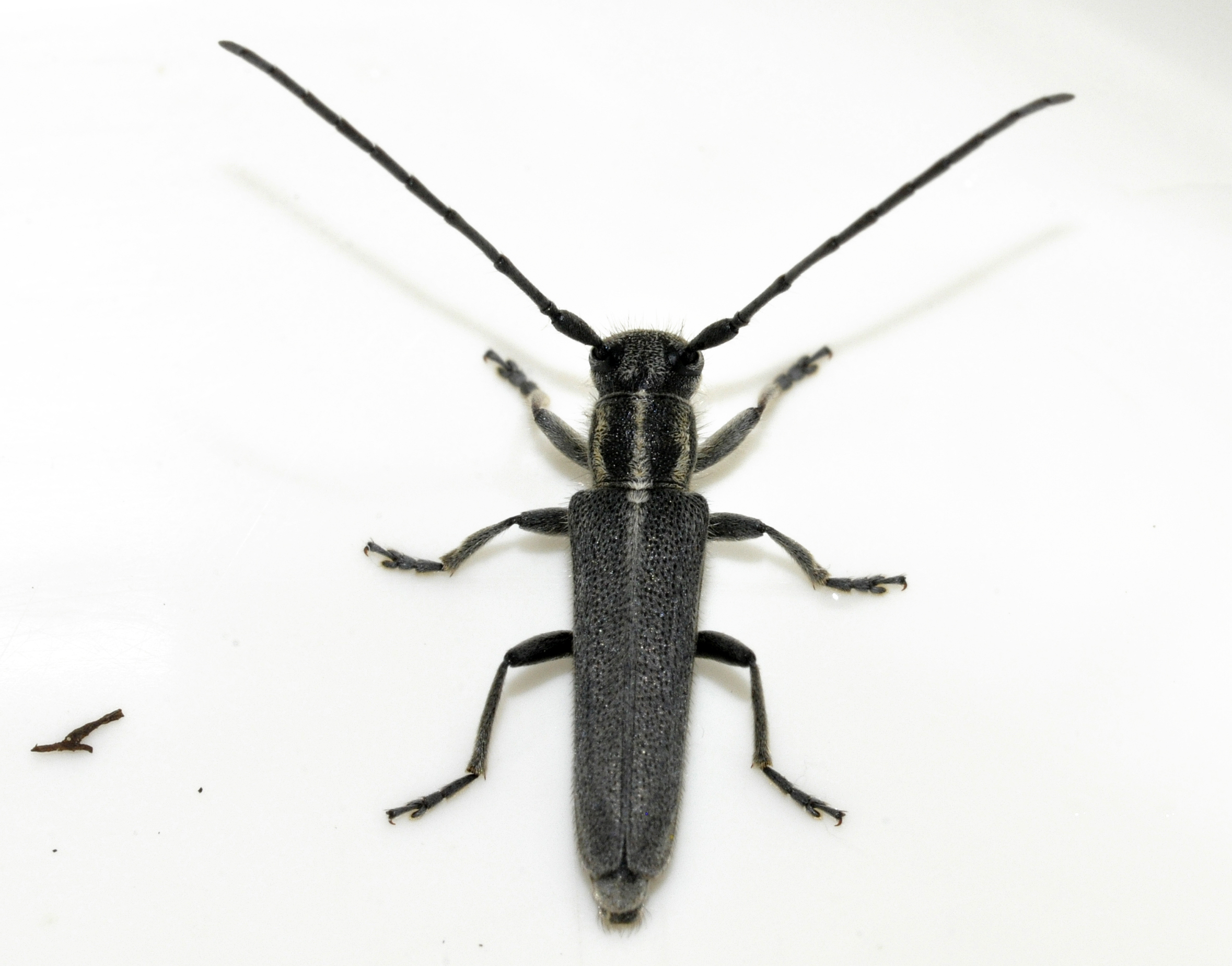